# Schaatsen op het Europees Olympisch Jeugdfestival
Langebaanschaatsen is een sport op de Europees Olympisch Jeugdfestival dat slechts twee keer gehouden is, in 1997 en 2001. Organiserende steden niet zijn verplicht een kunstijsbaan van 400 meter aan te leggen speciaal voor het Europees Olympisch Jeugdfestival. Beide edities reden de jongens een 500 en een 1500 meter, en de meisjes een 500 en een 1000 meter.

## Uitslagen 1997
Het Europees Olympisch Jeugdwinterfestival 1997 werd gehouden in het Zweedse Sundsvall.
| Afstand       | Goud             | Zilver           | Brons                 |
| ------------- | ---------------- | ---------------- | --------------------- |
| 500m jongens  | Eric Zachrisson  | Sergej Batjatin  | Marcin Gralla         |
| 1500m jongens | Eric Zachrisson  | Marcin Gralla    | Auke Kranenborg       |
| 500m meiden   | Wieteke Cramer   | Helen van Goozen | Daniela Niederstätter |
| 1000m meiden  | Helen van Goozen | Wieteke Cramer   | Andrea Jakab          |

## Uitslagen 2001
Het Europees Olympisch Jeugdwinterfestival 2001 werd gehouden in het Finse Vuokatti.
| Afstand       | Goud                  | Zilver              | Brons               |
| ------------- | --------------------- | ------------------- | ------------------- |
| 500m jongens  | Alessandro Magnabosco | Remco olde Heuvel   | Konrad Niedźwiedzki |
| 1500m jongens | Remco olde Heuvel     | Konrad Niedźwiedzki | Ihor Makavetski     |
| 500m meiden   | Joelia Boesjoeva      | Marcela Krámarová   | Maren Haugli        |
| 1000m meiden  | Joelia Boesjoeva      | Mari Hemmer         | Mariska Huisman     |